# Core mio
Core mio è un film del 1982, diretto da Stefano Calanchi.

## Trama
Napoli, anni '80 il giovane napoletano Gianni e Santa la sua bella ragazza romana si amano; ma di mezzo c'è anche il terzo uomo, Vito che creerà non pochi problemi alla coppia.